# Pietro Galleano
Pietro Galleano (Genova, 1687 – Genova, aprile 1761) è stato uno scultore italiano, fratello maggiore di Francesco, anch'egli scultore, attivo in Liguria,  principalmente, e in Piemonte nella prima parte del XVIII secolo.
Formatosi presso la bottega di Anton Maria Maragliano, tra i maggiori esponenti della scuola barocca genovese, si concentrò nelle opere in legno a tema religioso, tra le quali spiccano una statua della Vergine col putto e varii angioletti custodita presso la chiesa dei Diecimila Martiri Crocifissi a Genova e un gruppo raffigurante San Giorgio che uccide il drago, inizialmente commissionata dalla genovese Casaccia di San Giorgio per una cassa processionale e ora conservata nella chiesa parrocchiale dedicata al santo a Moneglia.